# Филот (из Приены)
Филот — персонаж древнегреческой мифологии. Фиванец, потомок Пенелея. Участвовал в ионийской колонизации. Во главе фиванцев вместе с ионийцем Эпитом основал поселение в Приене, изгнав карийцев. Поэтому некоторые писатели называют Приену Кадмой. Город Приена упомянут уже в хеттских текстах.